# بخش وستروس
بخش وستروس (به سوئدی: Västerås kommun) یک ناحیه شهری در سوئد است که در شهرستان وستمانلاند واقع شده‌است.

## خواهرخوانده
شهرهای بانیا لوکا، راندرس، لاختی، آکوریری، السوند، چسکه بودیوویتسه، کاسل و Gaborone City Council خواهرخوانده‌های بخش وستروس هستند.